# بونتورمو

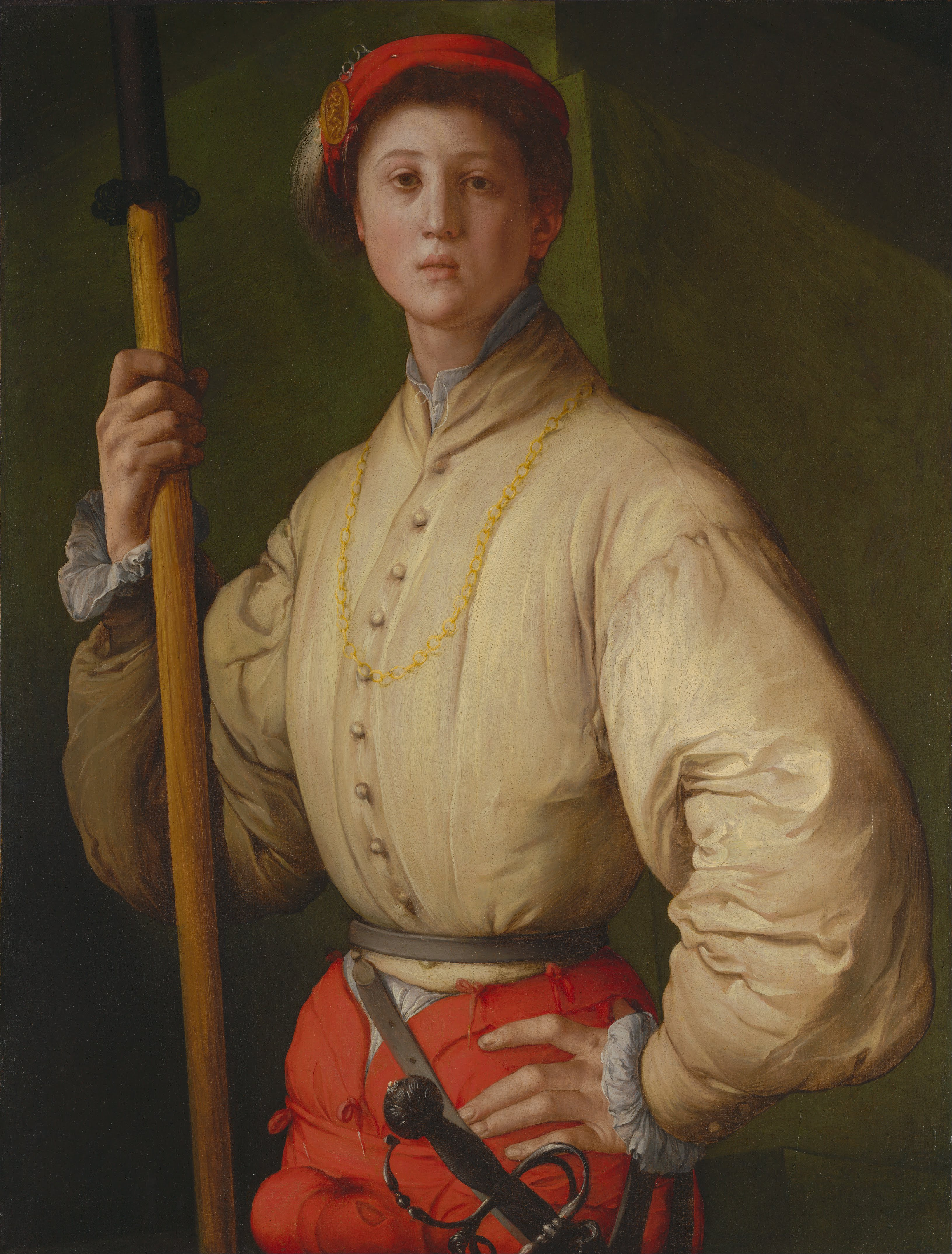
المُطَرد لوحة زيتية بريشة رسام عصر النهضة الايطالي بونتورمو رسمها بين 1528–1530، الآن في متحف جيتي والذي أشتراها في عام 1989 في دار كريستيز مقابل 35.2 مليون دولار.

ياكوبو كاروتشي (بالإيطالية: Jacopo Carucci)‏ (تولد 24 مايو 1494 - 2 يناير 1557) يعرف أيضًا ياكوبو دا بونتورمو، هو رسام وجوه وأسلوبي إيطالي من المدرسة الفلورنسية. تمثل أعماله تحولًا أسلوبيًا عميقًا من انتظام المنظورية الهادئ الذي اتسم به فن عصر النهضة في فلورنسا. يشتهر لاستعماله وضعية التوأمة إلى جانب منظور غامض؛ تبدو الأشكال التي رسمها عادة طافية في بيئة غير مستقرة دون أن تقيدها قوى الجاذبية.

## سيرته وأعماله المبكرة
وُلد ياكوبو كاروتشي في بونتورمي بالقرب من إمبولي، وهو ابن لبارتولوميو دي ياكوبو دي مارتينو كاروتشي وألساندرا دي باسكوالي دي زانوبي. يروي فازاري كيف تنقل الصبي اليتيم، «الشاب الكئيب الذي يشعر بالوحدة»، كمتدرب شاب:
لم يكن قد مر سوى بضعة أشهر على وجود ياكوبو في فلورنسا، قبل أن يرسله برناردو فيتوري ليبقى مع ليوناردو دا فينشي ثم مع ماريو ألبرتينيلي وبييرو دي كوزيمو وأخيرًا مع أندريا ديل سارتو في عام 1512، الذي لم يبق معه وقتًا طويلًا، إذ لا يبدو أن أندريا قد حمل تجاهه أي نية حسنة بعد إنجاز بونتورمو لرسومات قوس الخدم لسبب ما.
أنتج بونتورمو رسوماته داخل فلورنسا وما حولها، وغالبًا ما كانت تدعمه عائلة ميديشي. أثر غزو روما إلى حد كبير على أسلوبه اللاحق بسبب رؤيته عمل ميكيلانجيلو. تميزت أعماله بالوجوه الملعونة والأجساد المتطاولة. مثال على أسلوب بونتورمو المبكر لوحة جدارية تصور «زيارة السيدة العذراء والقديسة أليصابات»، بشكل راقص متوازن، والتي رسمها في الفترة بين عام 1415 وحتى عام 1516.
تجري مقارنة هذه الزيارة بشكل مثير للاهتمام مع رسوماته الأخرى عن الموضوع نفسه والتي رسمها بعد نحو عقد من الزمان، وتوجد اليوم في كنيسة أبرشية رئيس الملائكة ميخائيل في كارمينانو على بعد نحو 20 كم غرب فلورنسا. وضع هاتين الصورتين معًا –واحدة من أسلوبه المبكر والأخرى من مرحلة نضجه- أدى إلى إلقاء نظرة على التطور الفني لبونتورمو بوضوح شديد. يقترب أسلوب بونتورمو بأعماله السابقة من أسلوب معلمه، أندريا ديل سارتو وإلى المبادئ الفنية للنهضة في أوائل القرن السادس عشر. مثلًا، تقف الأشكال عند مستوى أقل من نصف ارتفاع الصورة الإجمالي، وعلى الرغم من أنها أكثر ازدحامًا مما يفضله التوازن الحقيقي للنهضة العالية، تُوضع في بيئة معمارية على بعد مسافة مريحة من المشاهد. في أعماله اللاحقة، أصبح المشاهد قريبًا بشكل غير مريح تقريبًا من العذراء والقديسة أليصابات، اللتين تقتربان نحو بعضهما في سحب من الستائر. علاوة على ذلك، جرى التخلي عن البيئة المعمارية الواضحة التي بُنيت بعناية في قطعة سابقة لصالح بيئة حضرية غريبة وغير مخطوطة.
تقدم لوحات يوسف (الموجودة اليوم في المعرض الوطني، لندن) مثالًا آخر على أسلوب بونتورمو المتطور. انتهت هذه اللوحات في نفس الفترة الزمنية تقريبًا التي انتهى بها من رسم لوحة الزيارة المبكرة، تُظهر هذه الأعمال (مثل يوسف في مصر) ميلًا أكبر لإظهار نهجية معينة. بحسب ما جاء به جورجيو فازاري فإن مربي الصبي الذي يجلس على الدرج هو المتدرب لديه، الشاب برونزينو.
شارك بونتورمو في الزخرفة الجدارية لصالون الفيلا الريفية الخاصة بعائلة ميديشي في بوجيو كايانو (1519- 1520) التي تقع على بعد 17 كيلومترًا من شمال فلورنسا، خلال السنوات التي امتدت بين إنجازه لكل من زيارات إس إس أنونزياتا وسانت ميخائيل. رسم في هذه الفيلا لوحات جدارية بأسلوب من نمط النوع الرعوي وهو أمر غير مألوف بالنسبة إلى رسامي فلورنسا، إذ كانت مواضيعهم هي الميثولوجيا الكلاسيكية الغامضة لفيرتومنس وبومونا في زخرفة هلالية.
غادر بونتورمو فلورنسا عند انتشار الطاعون فيها في عام 1522، وانطلق إلى دير سيرتوسا دي جالوزو، وهو دير كارثوسي منعزل حيث يتبع الرهبان فيه نذر الصمت. رسم فيه سلسلة من اللوحات الجدارية عن شغف وقيامة المسيح، وهي تالفة اليوم.

## أعماله الرئيسة في فلورنسا
يعتبر الكثيرون أن اللوحة الكبيرة الخاصة بمذبح كنيسة سانتا فيليسيتل في فلورنسا التي صممها المعماري برونليسكي، من روائع بونتورمو الباقية، وهي تصور «نزول المسيح عن الصليب» وأنجزها في عام 1528.
تتحد الأشكال الحادة ذات الألوان البراقة وتحوم في تركيبة بيضوية معقدة للغاية تضم مساحة ضحلة من الأرض مسطحة نسبيًا. على الرغم من أن اللوحة تُعرف باسم النزول عن الصليب، فهي لا تتضمن صليبًا فعليًا. قد يلائم هذا المشهد عنوان الرثاء أو حمل جسد المسيح. يبدو أولئك الذين يحملون جسد المسيح متعبين مثل المشيعين. على الرغم من أنهم يتحملون وزن رجل كامل النمو، فهم بالكاد يمسون الأرض، يتوازن الشخص في أسفل اللوحة على وجه الخصوص بشكل دقيق وغير معقول على إصبعي قدميه. فُسر الصبيان في اللوحة على أنهما ملاكان يحملان المسيح في رحلته إلى الجنة. في هذه الحالة يجب على العنوان أن يكون أقرب إلى الدفن، على الرغم من أن عدم وجود قبر واضح يعرقل هذه النظرية، تمامًا كالافتقار إلى الصليب الذي يطرح المشكلة في تفسير النزول عن الصليب. أخيرًا، لوحظ أن وضعيتا المسيح والعذراء تبدوان وكأنهما تعكسان وضعيتهما في تمثال بيتتا لميكيلانجيلو في روما، على الرغم من فصله الأم عن ابنها في اللوحة، وبالتالي فإنها تعكس تلميحات من بيتتا إضافة إلى عناصر الرثاء والدفن. جرى التكهن بأن الشخص الملتحي في الخلفية أقصى اليمين هو رسم ذاتي لبونتورمو مثل يوسف الرامي. تتميز لوحة النزول بميزة فريدة تتمثل بالمساحة الفارغة التي تشغل المستوي التصويري المركزي، إذ تبدو جميع الشخصيات التوراتية وكأنها تتساقط إلى الخلف بدءًا من هذه النقطة. اقتُرح أن هذا الفراغ قد يكون تمثيلًا ماديًا للفراغ العاطفي الذي تعاني منه مريم العذراء بسبب فقدانها لابنها.

## روابط خارجية
- بونتورمو على موقع الموسوعة البريطانية (الإنجليزية)
- بونتورمو على موقع ميوزك برينز (الإنجليزية)
- بونتورمو على موقع إن إن دي بي (الإنجليزية)